# معبد بزرگ تسوباکی
معبد بزرگ تسوباکی (به ژاپنی: 椿大神社, Tsubaki Ōkami Yashiro) یک معبد شینتویی در سوزوکا، میه در استان میه در ژاپن است.